# Andrew Young
For langrendsløberen med samme navn, se Andrew Young (langrendsløber).
Andrew Jackson Young, jr. (født 12. marts 1932 i New Orleans i Louisiana i USA) er en amerikansk borgerrettighedsforkæmper, borgmester i Atlanta i den amerikanske delstaten Georgia og under Jimmy Carters præsidentperiode FN-ambassadør.
Han studerede teologi og blev ordineret i United Church of Christ. Derefter var han pastor i Marion i Alabama, og der blev han kendt med Mahatma Gandhi ikkevolds-strategi. Under sit arbejde for afroamerikaneres rettigheder blev han en tæt ven og medarbejder med Martin Luther King.
Young blev tildelt Præsidentens Frihedsmedalje den 16. januar 1981 af præsident Jimmy Carter. I 2011 blev han tildelt den sydafrikanske Ordenen O. R. Tambos følgevenner i sølv.